# Lisa Josten
Lisa Josten (* 7. Januar 1993 in Gelsenkirchen) ist eine deutsche Fußballspielerin. Sie ist seit Sommer 2024 Vertragsspielerin der YB Frauen.

## Karriere
Josten spielte zunächst in der Jugendabteilung der SG Wattenscheid 09. Im Alter von 17 Jahren wechselte sie in den Seniorinnenbereich und gehörte in der Saison 2010/11 der zweiten Mannschaft des VfL Bochum an. Von 2011 bis 2013 spielte sie in der drittklassigen Regionalliga West für die erste Mannschaft, mit der sie am Ende ihrer zweiten Saison in die Gruppe Süd der seinerzeit zweigleisigen 2. Bundesliga aufstieg. In der Saison 2014/15 war sie mit ihrer Mannschaft durch eine Umgruppierung in der Gruppe Nord vertreten. Im DFB-Pokalwettbewerb wurde sie in den letzten beiden Saisonen fünfmal eingesetzt; dabei gelangen ihr zwei Tore.
Nach Cloppenburg gelangt, bestritt sie für den BV Cloppenburg während ihrer zweijährigen Vereinszugehörigkeit 41 Zweitligaspiele, in denen sie sieben Tore erzielte und insgesamt sechs Pokalspiele, in denen ihr drei Tore gelangen. In der Saison 2017/18 verstärkte sie Werder Bremen auf der Außenbahn, wurde auf dieser 13 Mal eingesetzt und trug somit zum Klassenverbleib des Aufsteigers bei. Von 2018 bis 2020 spielte sie ein zweites Mal für den BV Cloppenburg, für den sie 35 Zweitligaspiele bestritt und fünf Tore, sowie ein Tor in drei Pokalspielen erzielte.
Ins Emsland gelangt, war sie drei Jahre lang für den SV Meppen aktiv, eine Saison in der 2., davor und danach jeweils eine Saison in der Bundesliga. Während ihrer Vereinszugehörigkeit bestritt sie 52 Punkt- und vier Pokalspiele, in denen sie sechs Tore und eins im Pokalwettbewerb erzielte.
Zur Saison 2023/24 kehrte sie zu Werder Bremen zurück. Nach sieben Punkt- und zwei Pokalspielen wurde ihr Vertrag mit dem Verein im beiderseitigen Einvernehmen mit sofortiger Wirkung aufgelöst.
Am 15. Januar 2024 wurde ihre Verpflichtung auf der Website des MSV Duisburg öffentlich. Ihr Pflichtspieldebüt gab sie am 28. Januar 2024 (11. Spieltag) bei der 0:2-Niederlage im Bundesligaheimspiel gegen den 1. FC Nürnberg. Infolge des Abstiegs des MSV und des Rückzugs aus dem Profifußball im Sommer 2024 wurden die Verträge der Spielerinnen aufgelöst. Zur Saison 2024/25 schloss sie sich den YB Frauen an.

## Erfolge
- Meister 2. Bundesliga 2022 und Aufstieg in die Bundesliga (mit dem SV Meppen)
- Meister Regionalliga West 2013 und Aufstieg in die 2. Bundesliga Süd (mit dem VfL Bochum)
- Schweizer Meisterschaft: 2025